# José Mário Scalon Angonese

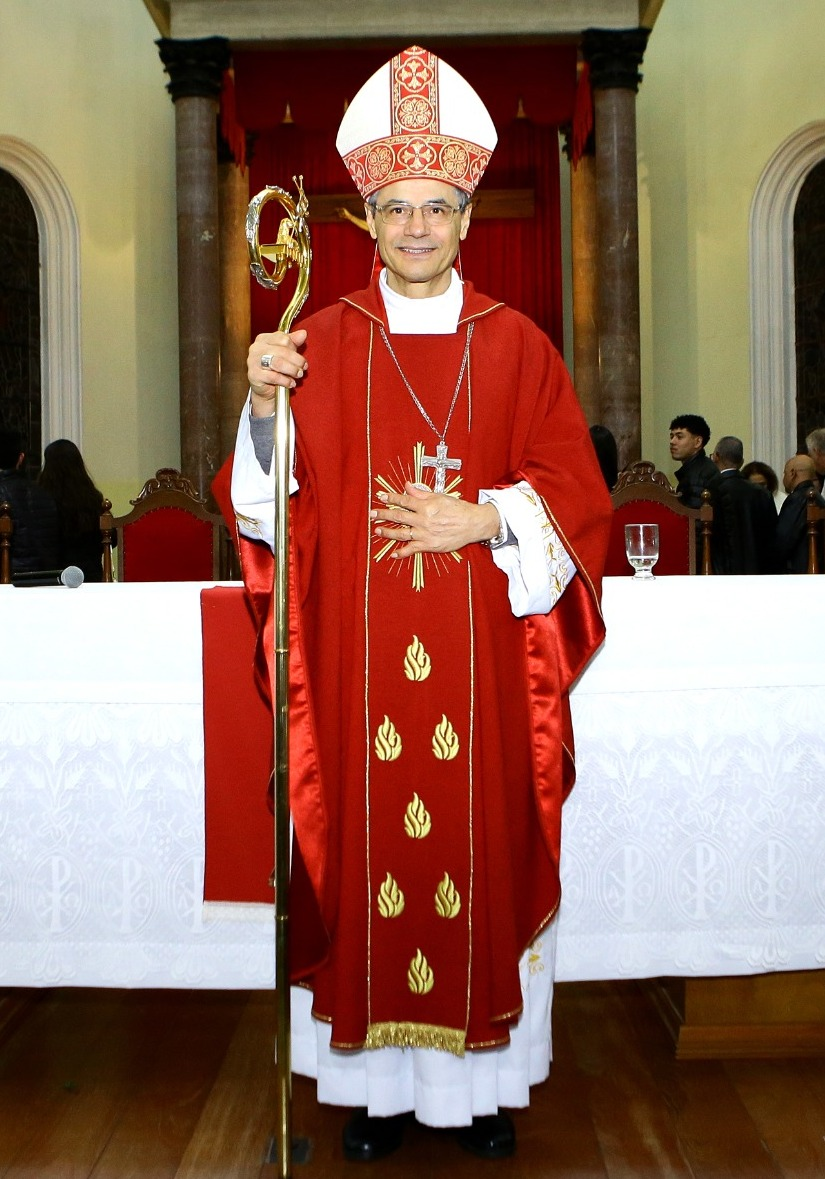
José Mário Scalon Angonese, 2024

José Mário Scalon Angonese (* 1. Juni 1960 in Unistalda, Rio Grande do Sul) ist ein brasilianischer Geistlicher und römisch-katholischer Erzbischof von Cascavel.

## Leben
Der Bischof von Santa Maria, José Ivo Lorscheiter, spendete ihm am 16. Dezember 1989 das Sakrament der Priesterweihe.
Am 20. Februar 2013 ernannte ihn Papst Benedikt XVI. zum Titularbischof von Giufi und zum Weihbischof in Curitiba. Der Erzbischof von Curitiba, Moacyr José Vitti CSS, spendete ihm am 28. April desselben Jahres die Bischofsweihe; Mitkonsekratoren waren Hélio Adelar Rubert, Erzbischof von Santa Maria, und José Mário Stroeher, Bischof von Rio Grande.
Papst Franziskus ernannte ihn am 31. Mai 2017 zum Bischof von Uruguaiana.
Am 2. Mai 2024 ernannte ihn Papst Franziskus zum Erzbischof von Cascavel. Die Amtseinführung fand am 9. Juni desselben Jahres statt.